# Perforce
Perforce (сокр. P4) — коммерческая система управления версиями. Доступна бесплатная лицензия для пяти пользователей. Разработана компанией Perforce Software, основанной в 1995 году. Система имеет клиент-серверную архитектуру. Сервер Perforce может одновременно иметь несколько репозиториев, называемые «депо» (англ. depot).
Сервер Perforce может быть установлен на операционные системы Unix, Mac OS X, Microsoft Windows.
Клиент предоставляет графический интерфейс и широкий набор утилит для работы из командной строки. Клиентская часть реализована для широкого набора операционных систем. Также разработан большой набор плагинов, позволяющих интегрироваться с широким кругом сред разработки программного обеспечения и приложений других разработчиков: IntelliJ IDEA, XCode, Autodesk 3D Studio Max, Autodesk Maya, Adobe Photoshop, Microsoft Office, Eclipse, emacs. Помимо этого система предоставляет множество других возможностей — различного вида извещения (notification), создание и обслуживание ветвей проекта (branching), с мощной системой слияний веток (merging), точки отката в базе данных (checkpoints) и взаимодействие с системами отслеживания ошибок (bug tracking).
В настоящее время насчитывается более 400 000 пользователей Perforce в 5 500 компаниях.